# Les Poubelles Boys
Les Poubelles Boys sont un trio français formé en 1992 réunissant un musicien, un comédien et un danseur. Tous trois écrivent, composent et mettent en scène chaque spectacle. Ils mélangent la musique et le théâtre. Puisant aussi bien dans le jazz, la variété française que dans le reggae ou la salsa, leur répertoire est dense et leurs interprétentions très originales. Cette originalité est également cultivée par un élément de poids : les instruments. En effet, excepté la guitare acoustique, tous les instruments de musiques sont fabriqués à partir d'objets détournés de la vie quotidienne, illustrant donc le nom des Poubelles Boys.
Le trio est composé de
- Kamel Benac : contrebassine
- Stéphane Benac : batterie de cuisine
- Jean-Baptiste Musset : guitare acoustique

## Récompenses
- Victoires de la musique 1996 : Meilleur Spectacle Musical pour Les Poubelles Boys à l'Olympia

## Nominations
- Victoires de la musique 1998 : Meilleur Spectacle Musical pour Les Poubelles Boys et l'École des Maris